# Histagonia deserticola
Histagonia deserticola là một loài nhện trong họ Theridiidae. Loài này thuộc chi Histagonia en là đặc hữu của Zuid-châu Phi.
Histagonia deserticola được Eugène Simon miêu tả năm 1895.